# Kecskemét vasútállomás

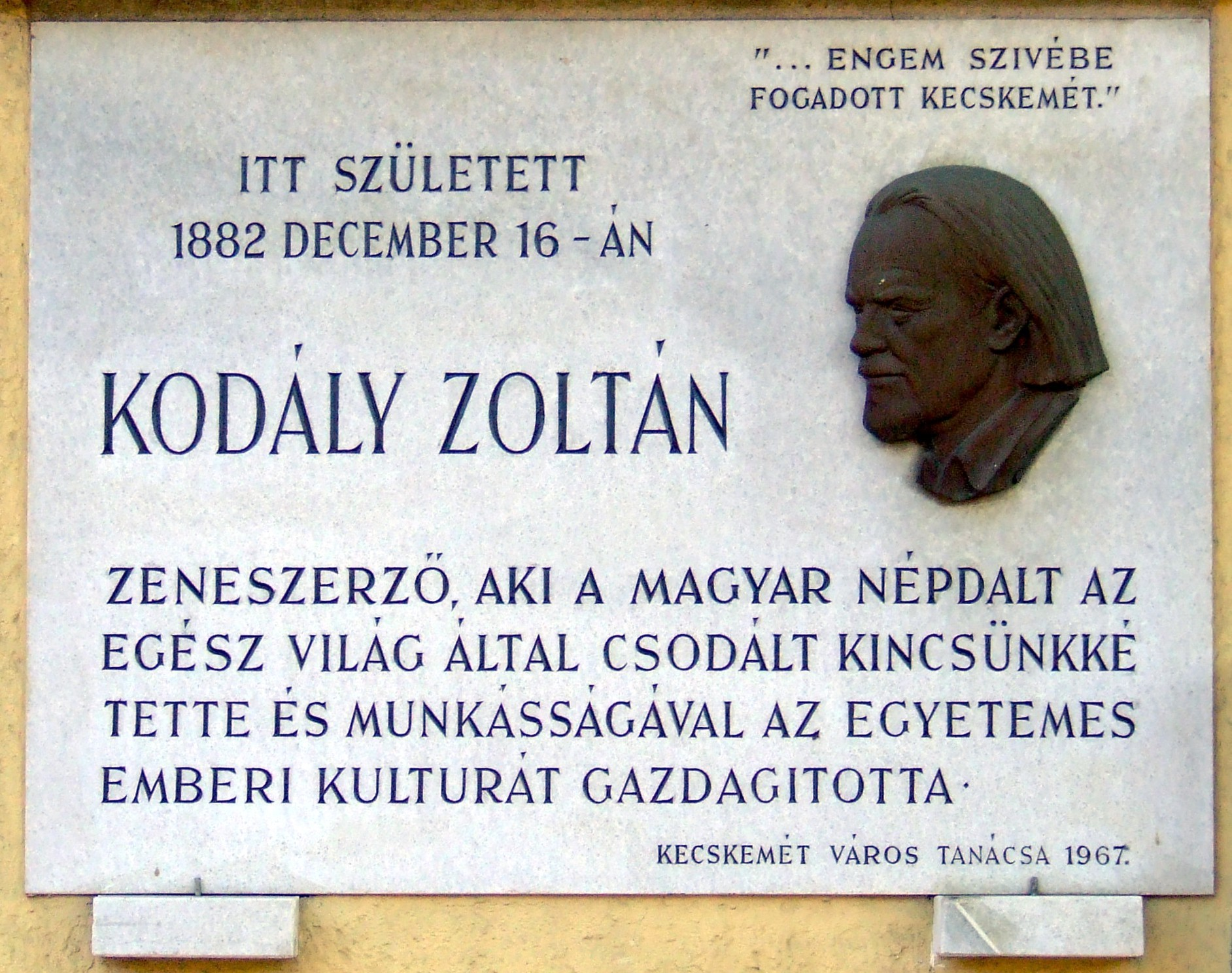
Emléktábla Kodály Zoltán emlékére az állomás egyik falán

Kecskemét vasútállomás Kecskemét közigazgatási területén található vasútállomás, melyet a MÁV üzemeltet. A városközponttól északkeletre helyezkedik el, nem messze a 441-es főút belterületi szakaszától.
A megyeszékhely legnagyobb vasútállomása, fontos csomóponti állomás. Budapest, Szeged, Szolnok, Baja és Lajosmizse irányába is indulnak innen vonatok.

## Forgalom
Korábban az állomás területén a MÁV V46 sorozat, a MÁV M44 sorozat és a MÁV M28 sorozat tagjai is dolgoztak, azonban a forgalom csökkenésével máshová kerültek.
Közel 20 éven át naponta többször is RoLa vonatok haladtak át az állomáson, ez azonban 2012 december 9-től szintén megszűnt. A szolgáltatás azért szűnt meg, mert a magyar állam nem hosszabbította meg a szolgáltató Hungarokombi pályahasználati díjkedvezményét. Lakitelek irányába Mdmot motorvonat járt.
Jelenleg az állomáson a hibrid-IC vonatok haladnak át mindkét irányba óránként, MÁV V43 sorozatú vagy MÁV 480 sorozatú mozdonyokkal. A mellékvonalakat Bzmot motorkocsik és MÁV 6341 sorozatú dízelmotorvonatok szolgálják ki. Utóbbiak közlekednek a Kecskemét és Baja közötti InterRégió vonatokon in.
A reggel 5:12 és 6:12-kor a Budapest-Nyugatira induló személyvonatok a MÁV legújabb emeletes KISS motorvonataiból vannak kiállítva.
A nemzetközi vonatok közöl mindössze a Bécs-Belgrád közötti Avala EC közlekedett itt, ám azonban ez a járat is mindössze egy évig, a 2014/2015-ös menetrendi évben.
Megfordulnak még itt a Rail Cargo Hungaria, a Floyd ZRt. és a város mellett található Mercedes gyár német eredetű DB 290 sorozat mozdonyai is. Ezen kívül gyakran egyéb magánvasutak is tiszteletüket teszik az állomáson.
Található itt még kocsivizsgáló, fűtőház és üzemanyagkút is. Az utasok számára étterem is üzemelt, azonban ez már hosszú ideje bezárt.
| Járat                  | Útvonal | Gyakoriság                                   |
| ---------------------- | --- | -------------------------------------------- |
| S21                    | Budapest-Nyugati – Zugló – Kőbánya alsó – Kőbánya-Kispest – Kispest – Pestszentimre felső – Pestszentimre – Gyál felső – Gyál – Felsőpakony – Ócsa – Inárcs-Kakucs – Dabas – Gyón – Hernád – Örkény – Táborfalva – Felsőlajos – Lajosmizse – Lajosmizse alsó – Klábertelep – Felsőméntelek – Méntelek – Alsóméntelek – Nagynyír – Hetényegyháza – Úrihegy – Miklóstelep – Kecskemét-Máriaváros – Kecskemét alsó – Kecskemét | Hétvégén 3 Budapest felé és 4 Kecskemét felé |
| S210                   | (Táborfalva → Felsőlajos →) Lajosmizse – Lajosmizse alsó – Klábertelep – Felsőméntelek – Méntelek – Alsóméntelek – Nagynyír – Hetényegyháza – Úrihegy – Miklóstelep – Kecskemét-Máriaváros – Kecskemét alsó – Kecskemét | Munkanapokon napi 2 pár                      |
| S210                   | Hetényegyháza – Úrihegy – Miklóstelep – Kecskemét-Máriaváros – Kecskemét alsó – Kecskemét | Munkanapokon 9 pár                           |
| S220                   | Szolnok – Piroska – Tószeg – Tiszavárkony – Tiszajenő-Vezseny – Tiszajenő alsó – Óbög – Újbög – Tiszakécske – Kerekdomb – Lakitelek – Árpádszállás – Szikra – Világoshegy – Nyárjas – Nyárlőrinc alsó – Nyárlőrinc – Nyárlőrinci szőlők – Kisfái – Alsóúrrét – Kecskemét | 2 óránként                                   |
| S225                   | Szolnok – Abony – Cegléd – Nagykőrös – Kecskemét | Munkanapokon napi 5-6 pár                    |
| személyvonat           | Kecskemét → Katonatelep → Nagykőrös → Nyársapát → Cegléd → Monorierdő → Üllő → Ferihegy → Kőbánya-Kispest → Zugló → Budapest-Nyugati | Napi 1 Budapest felé                         |
| személyvonat           | Kecskemét → Nagykőrös → Cegléd → Albertirsa → Pilis → Monor → Vecsés → Kőbánya-Kispest → Kőbánya alsó → Zugló → Budapest-Nyugati | Napi 2 Budapest felé                         |
| személyvonat           | Budapest-Nyugati → Zugló → Kőbánya alsó → Kőbánya-Kispest → Ferihegy → Monor → Monorierdő → Pilis → Albertirsa → Ceglédbercel → Ceglédbercel-Cserő → Budai út → Cegléd → Nyársapát → Nagykőrös → Kecskemét | Napi 1 Kecskemét felé                        |
| Kiskun InterRégió      | Baja – Bácsbokod-Bácsborsód – Almás – Bácsalmás – Mélykút – Jánoshalma – Erdőszél – Kunfehértó – Kiskunhalas – Harkakötöny – Tajó – Kiskunmajsa – Jászszentlászló – Galambos – Kiskunfélegyháza – Kunszállás – Városföld – Kecskemét | 2 óránként                                   |
| sebesvonat             | Budapest-Nyugati – Zugló (→ Kőbánya alsó) – Kőbánya-Kispest – Ferihegy (← Üllő) (→ Monor → Monorierdő → Pilis → Albertirsa → Ceglédbercel → Ceglédbercel-Cserő → Budai út) – Cegléd – Nyársapát – Nagykőrös (← Katonatelep) – Kecskemét – Városföld (← Kunszállás) – Kiskunfélegyháza – Kistelek – Szatymaz – Szeged | Napi 1 pár                                   |
| Napfény InterCity      | Budapest-Nyugati – Zugló – Kőbánya-Kispest – Ferihegy – Cegléd – Nagykőrös – Kecskemét – Kiskunfélegyháza – Kistelek – Szatymaz – Szeged | óránként                                     |
| Napfény InterCity      | Budapest-Nyugati – Zugló – Kőbánya-Kispest – Ferihegy (← Üllő) – (Monor →) (← Monorierdő) – (Pilis → Albertirsa →) Cegléd – (Nyársapát →) Nagykőrös – (Katonatelep →) Kecskemét – Városföld – (Kunszállás →) Kiskunfélegyháza (← Selymes ← Petőfiszállás)– Kistelek – Szatymaz – Szeged | Napi 1 pár                                   |
| Aranyhíd expresszvonat | Szeged (← Szatymaz ← Kistelek) – Kiskunfélegyháza – Kecskemét – Nagykőrös – Cegléd – Ferihegy – Kőbánya-Kispest – Budapest-Kelenföld – Székesfehérvár – Balatonaliga – Szabadisóstó – Siófok – Zamárdi – Balatonföldvár – Balatonszárszó – Balatonszemes – Balatonlelle – Balatonboglár – Fonyód – Balatonmáriafürdő – Balatonberény – Balatonszentgyörgy                                                                   | Nyáron napi 1 pár                            |

## Története
A Cegléd-Szeged-vasútvonal Ceglédtől Kiskunfélegyházáig, mely Kecskeméten is áthalad 1853. szeptember 3-ra lett kész. 1940-ben az épületet korszerűsítették és átépítették. A vonalat Cegléd és Kiskunfélegyháza között 1980-ban villamosították. Jelenleg a vágányokat szintben kell kereszteznie az utasoknak, alul-, vagy felüljáró nincs a vágányok között (van azonban két gyalogos és egy közúti aluljáró a vágányok alatt az állomás egyik végénél és kb. a közepénél). A váróterem falát mozaik díszíti. Közvetlenül a vasútállomás mellett, 1976-ban adták át a helyközi autóbusz-pályaudvart, melyet a Volánbusz Zrt. üzemeltetett, jelenleg azonban csak a távolsági autóbusz-járatok használják. A vasútállomás főbejáratánál található a helyi autóbusz-alközpont és a taxi-állomás.
A jelenlegi állomás helyén lévő házban született 1882. december 16-án Kodály Zoltán zeneszerző és népdalgyűjtő. Emlékét az épület falán emléktábla őrzi.

## Vonalak
- Cegléd–Szeged-vasútvonal
- Kecskemét–Szolnok-vasútvonal
- Budapest–Lajosmizse–Kecskemét-vasútvonal
- Fülöpszállás–Kecskemét-vasútvonal - a személyszállítás megszűnt

## Kapcsolódó állomások
A vasútállomáshoz az alábbi állomások vannak a legközelebb: 
- Alsóúrrét megállóhely (Kecskemét–Szolnok-vasútvonal)
- Kecskemét alsó vasútállomás (Budapest–Kecskemét-vasútvonal)
- Városföld vasútállomás (Cegléd–Szeged-vasútvonal)
- Katonatelep vasútállomás (Cegléd–Szeged-vasútvonal)
- Ballószög megállóhely

## Autóbuszok
Az állomást a város több autóbuszjárata is érinti, és a közelben található a helyközi autóbusz-állomás is. Korábban az állomás előtt volt a kecskeméti Citybusz társaság központi buszállomása is.
- Buszjáratok: 1, 2D, 2S, 7, 7C, 12D, 15, 19, 21, 21D, 22, 25, 32
- További buszjáratok a Bethlen körút megállóból: 18, 20H, 23, 23A

## Képek

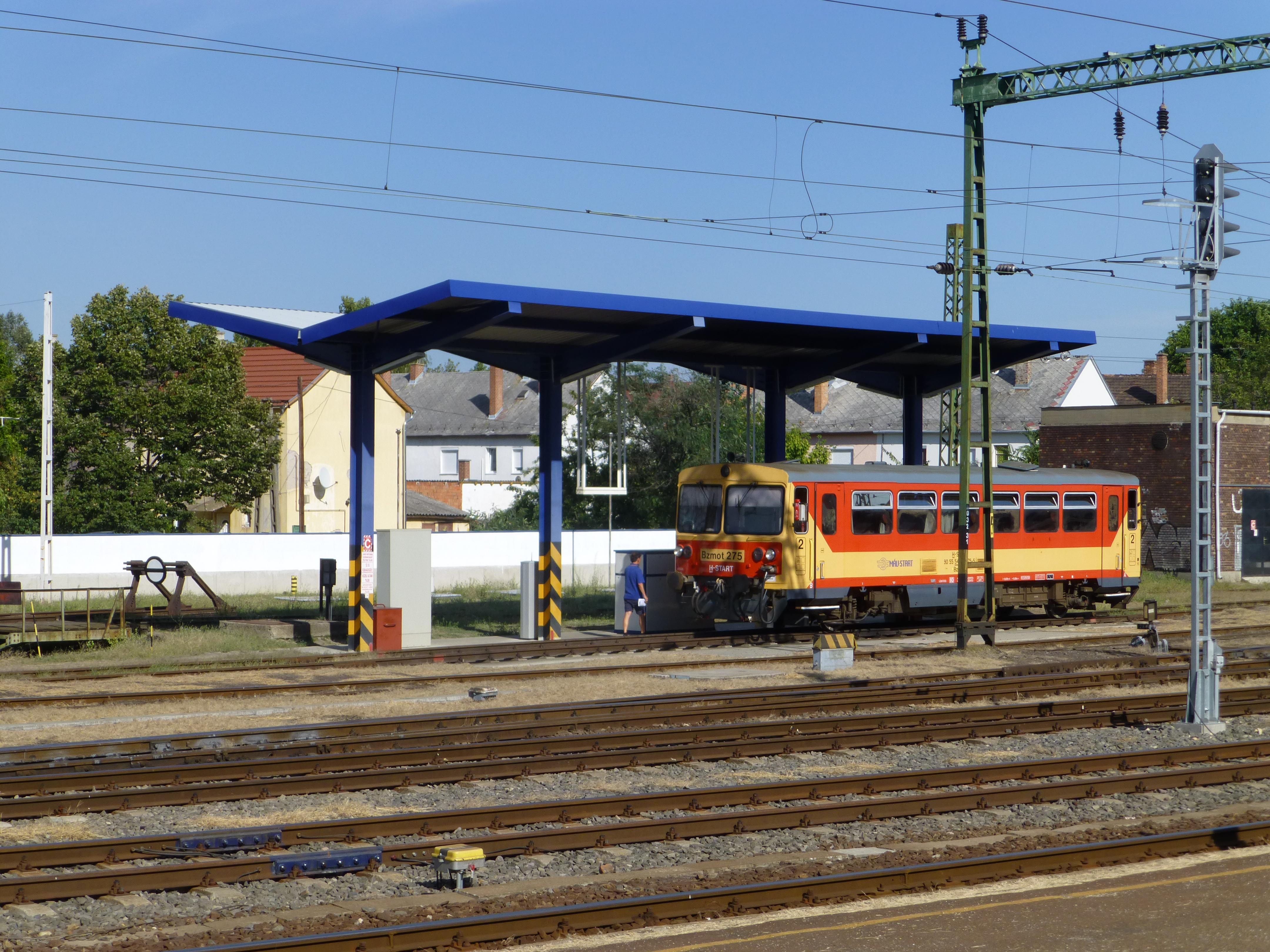
Üzemanyagkút
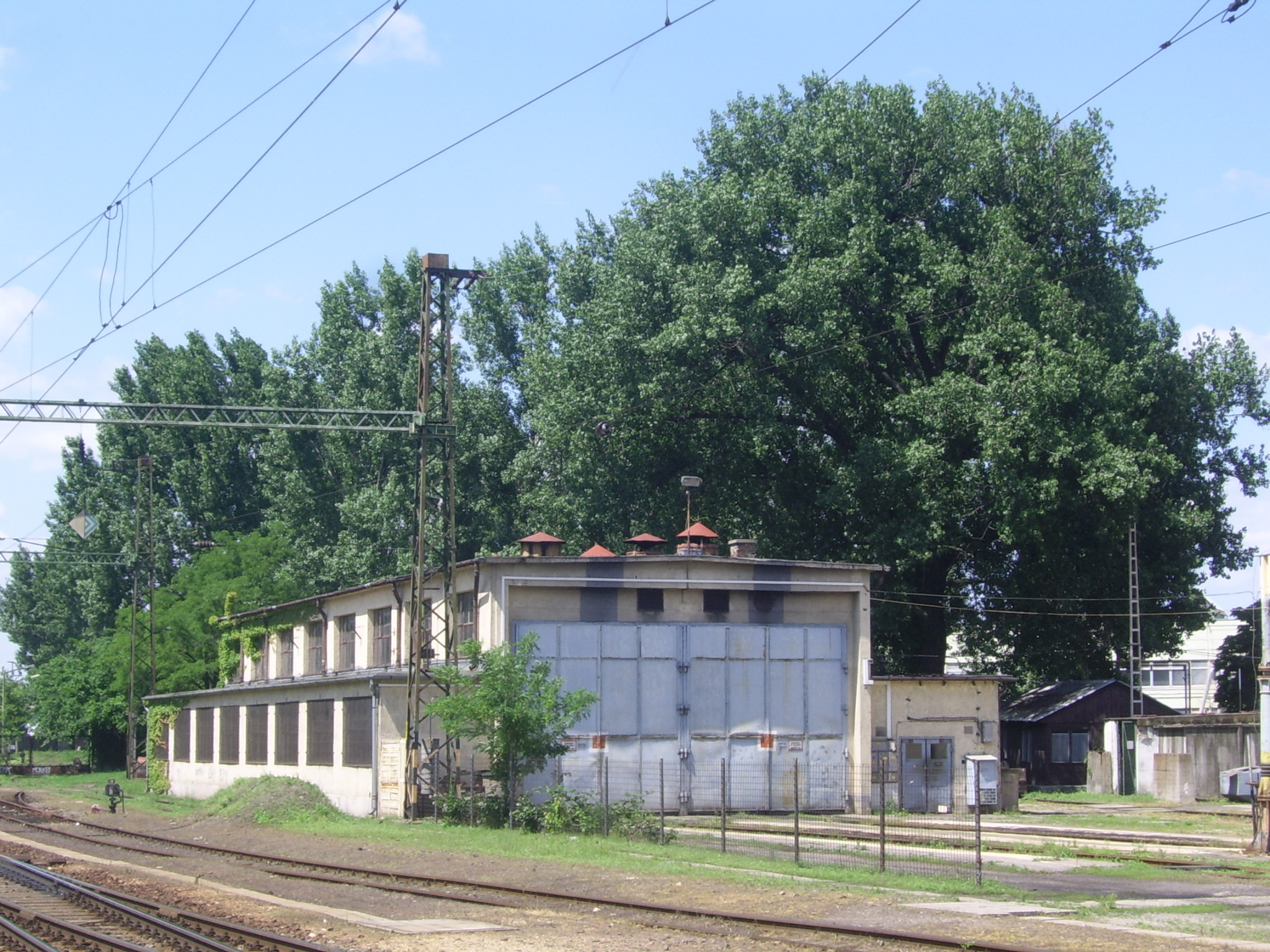
Fűtőház
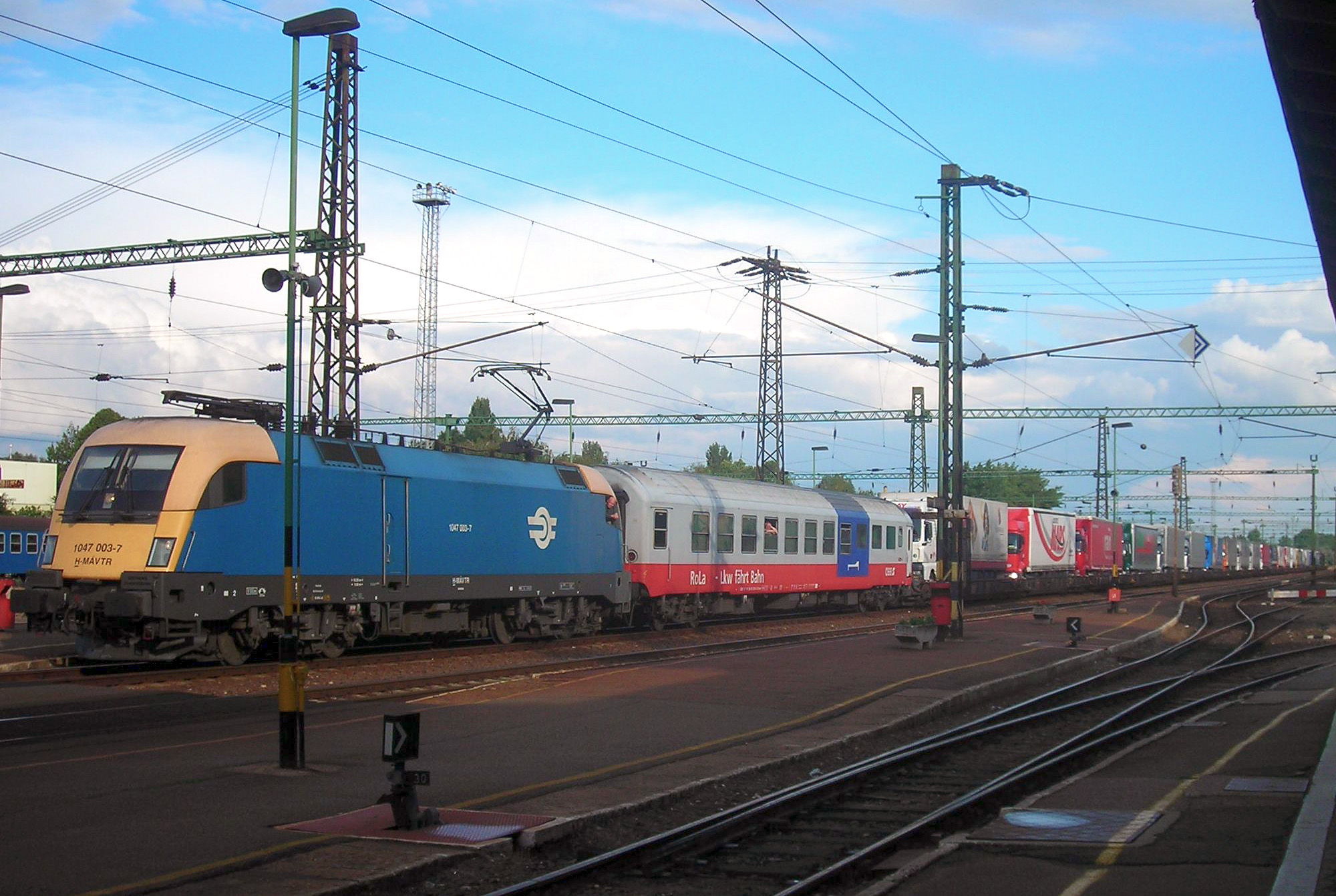
MÁV 1047 sorozatú villamosmozdony Kecskemét állomáson egy RoLa vonattal
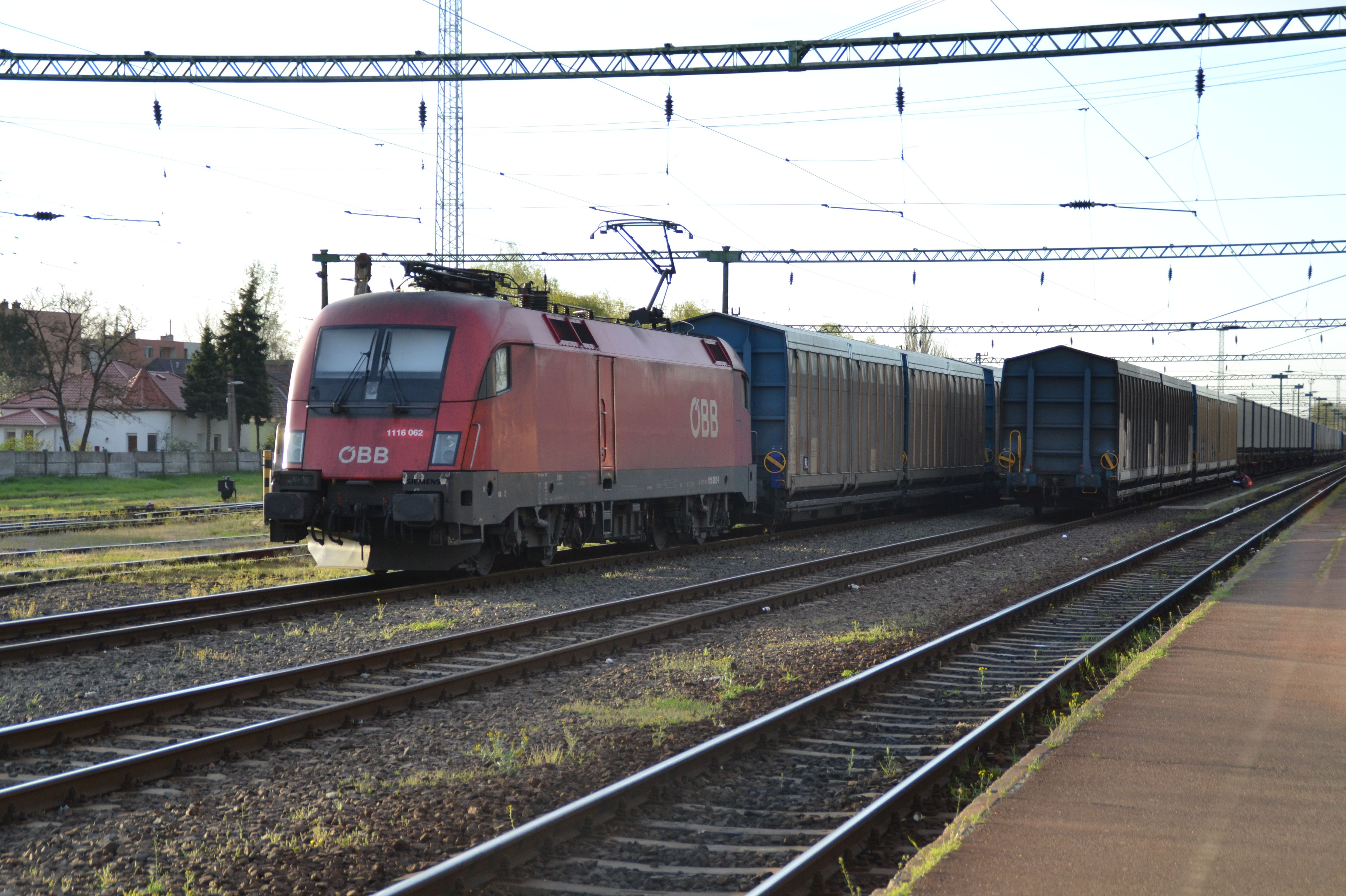
Mercedes vonat Kecskeméten 2015-ben
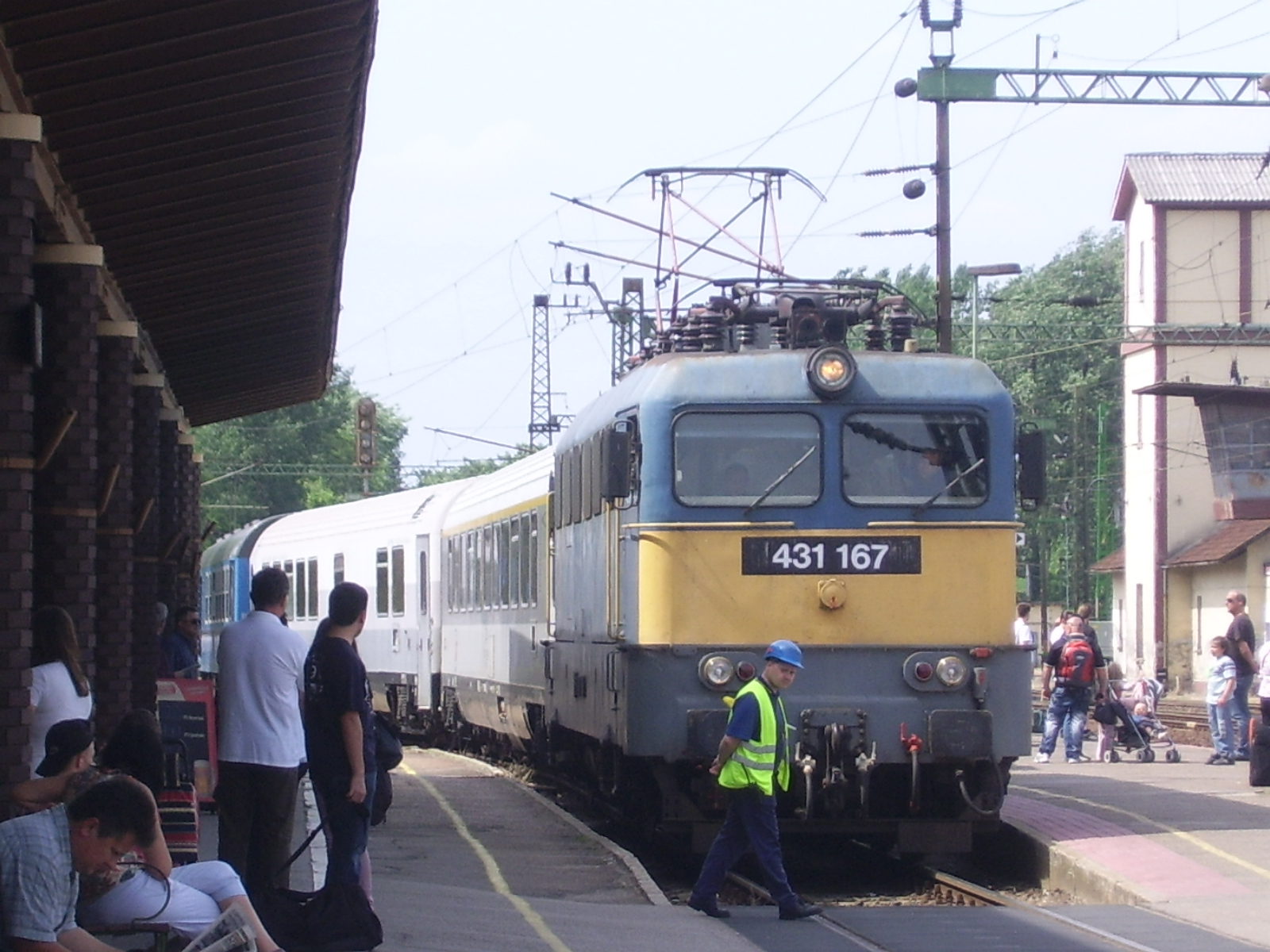
Az Avala EC 2012-ben
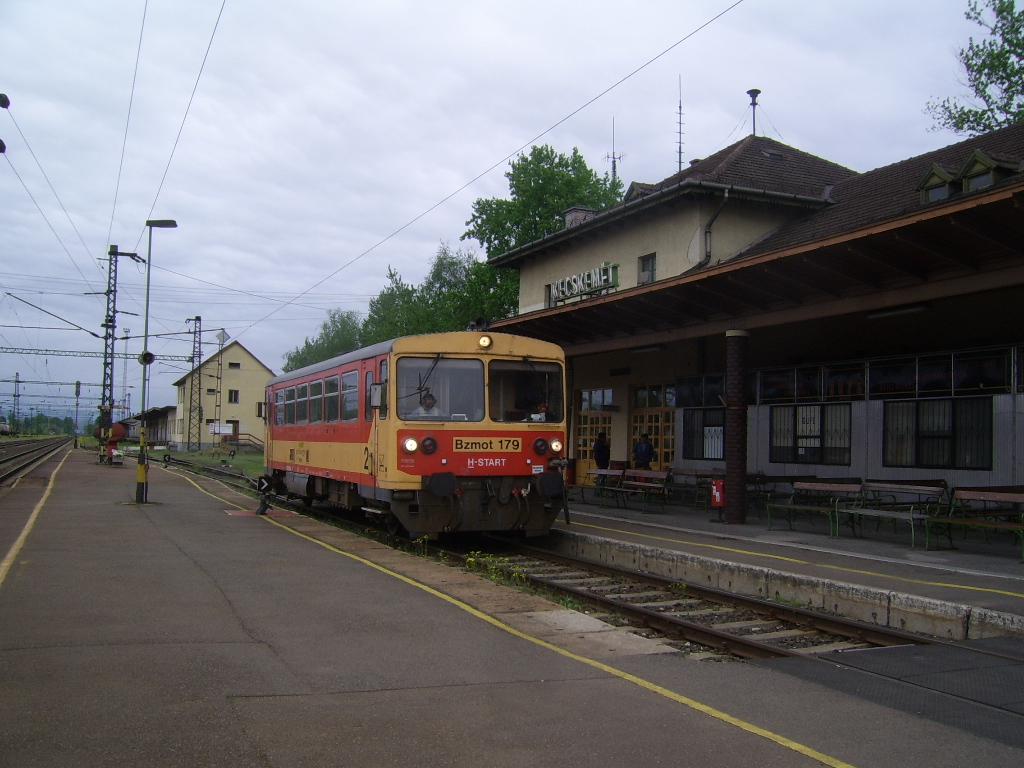
Bzmot motorkocsi az állomáson
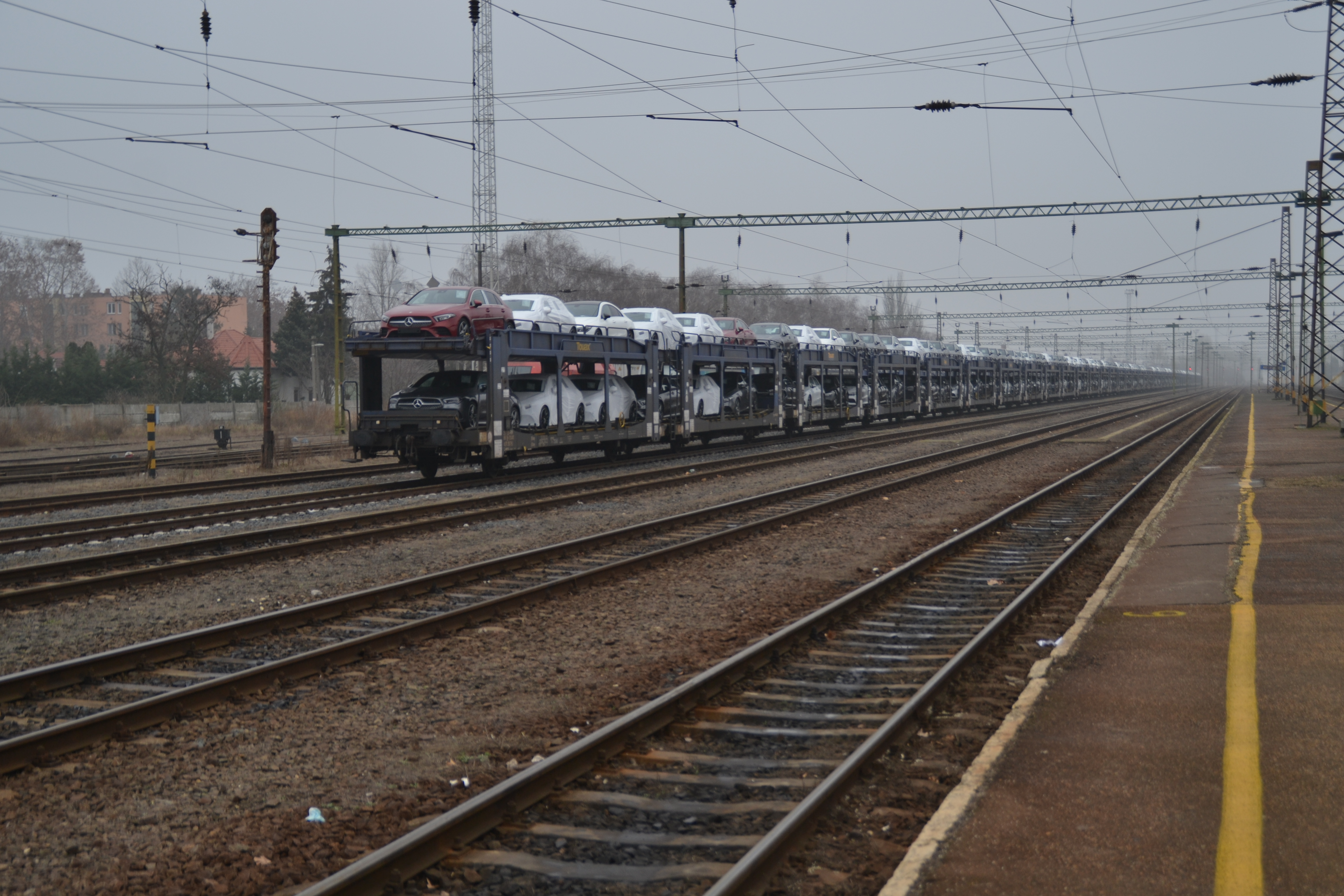
Mercedes-tehervonat 2021-ben
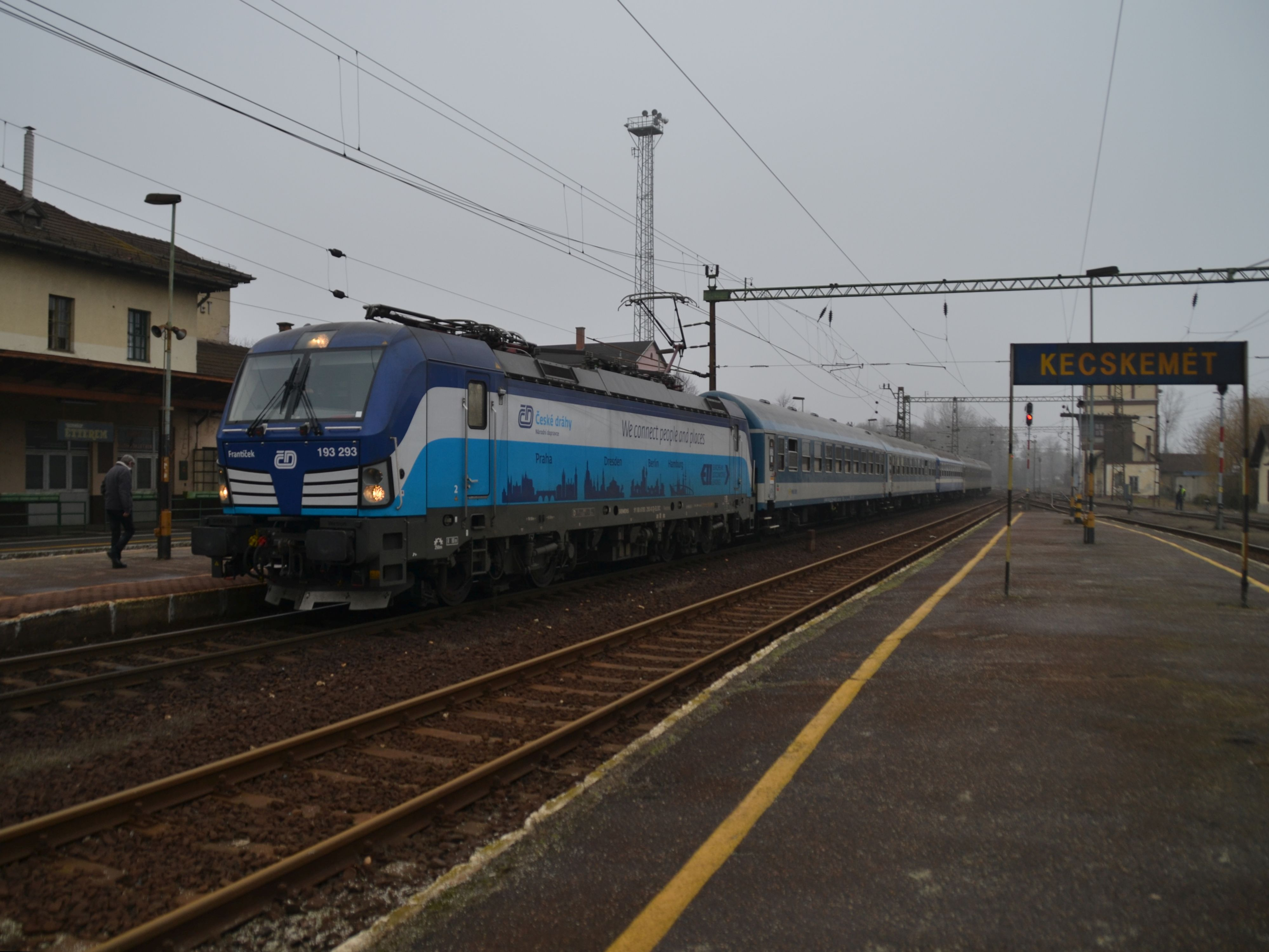
Siemens Vectron villamosmozdony Kecskeméten 2021 februárjában